# ラオス人民革命党中央委員会書記長
ラオス人民革命党中央委員会書記長（ラオスじんみんかくめいとうちゅうおういいんかいしょきちょう、ラーオ語: ເລຂາທິການໃຫຍ່ຄະນະບໍລິຫານງານສູນກາງພັກປະຊາຊົນປະຕິວັດລາວ）は、ラオス人民民主共和国の指導政党であるラオス人民革命党中央委員会書記局の役職、同国最高指導者である。歴代書記長は1975年から1998年までは首相、2006年以降は国家主席（元首）を兼任している。
1991年3月の第5回党大会から2006年3月の第8回党大会までの間は書記長および書記局が廃止され、新たに設置された党議長が最高機関である中央委員会を指導・監督した。第8回党大会で党議長職が廃止され、書記長および書記局が復活した。

## 歴代党首
| 代 | 姓名                         | 肖像 | 役職                           | 任期                           | 中央委員会              |
| -- | ---------------------------- | ---- | ------------------------------ | ------------------------------ | ----------------------- |
| 1  | カイソーン・ポムウィハーン   |      | 書記長                         | 1955年3月22日 - 1991年3月29日  | 第1期 第2期 第3期 第4期 |
| 1  | カイソーン・ポムウィハーン   | 議長 | 1991年3月29日 - 1992年11月21日 | 第5期                          |                         |
| 2  | カムタイ・シーパンドーン     |      | 議長                           | 1992年11月24日 - 2006年3月21日 | 第5期 第6期 第7期       |
| 3  | チュンマリー・サイニャソーン |      | 書記長                         | 2006年3月21日 - 2016年1月21日  | 第8期 第9期             |
| 4  | ブンニャン・ウォーラチット   |      | 書記長                         | 2016年1月22日 - 2021年1月15日  | 第10期                  |
| 5  | トーンルン・シースリット     |      | 書記長                         | 2021年1月15日 - 現職           | 第11期                  |